# Рийдспорт (град, Орегон)
Рийдспорт (на английски: Reedsport) е град в окръг Дъглас, щата Орегон, САЩ. Рийдспорт е с население от 4378 жители (2000) и обща площ от 5,9 km². Намира се на 3,1 m надморска височина. ЗИП кодът му е 97467, а телефонният му код е 541.